# غلام يزداني
غلام يزداني (22 مارس 1885 - 13 نوفمبر 1962) عالم آثار هندي كان أحد مؤسسي قسم الآثار في عهد الاستعمار لنظام حيدر آباد. كما قام بتحرير الملحق العربي والفارسي لنقوش الهندية (Epigraphia Indica) من عام 1913 إلى عام 1940. وكان له دور فعال في مسح وتوثيق المواقع الإسلامية والبوذية والهندوسية والجينية في ولاية حيدر أباد، بما في ذلك المساجد الرئيسية في المنطقة، والكهوف في أجانتا، ومغارات إلورا، ومجموعة معابد ألامبور، ومعبد رامابا، وقلعة بيدر، وقلعة دولاتاباد، وغيرها الكثير.
نُشرت المسوحات الأثرية التي يقودها يزداني بشكل دوري على شكل تقارير سنوية لدائرة الآثار في دولة حيدر آباد.